# 台灣LGBT歷史
本文是對台灣LGBT發展史的說明。

## 歷史
從1990年代開始，台灣女同性戀、男同性戀、雙性戀、跨性別群體的社會運動開始發展。
就整個亞洲而言，台灣被認為是同性戀、雙性戀和跨性別權益較為進步的國家之一。男女同性性行為在臺灣合法，中華民國刑法的刑事罪從未包含同性性行為，而在2009年美國對臺灣的各國人權報告中，社運人士表示臺灣很少發生基於性傾向的暴力行為，警方對同志酒吧施壓的情況也逐漸下降。臺灣的法律承認同性婚姻和共同收養子女。司法院大法官於2017年5月24日作出釋字第748號解釋，宣告政府應保障同性伴侶婚姻自由之平等保護，2019年5月17日，《司法院釋字第七四八號解釋施行法》三讀通過，於5月24日生效，使臺灣成為亞洲第一個全國承認同性婚姻的國家。2023年5月16日修正法律，開放同性伴侶共同收養子女。
臺灣在跨性別權益方面較為保守，跨性別變更法定性別仍延續自1988年來的規定，要求取得兩張精神科診斷證明書並完成變性手術。不過，自2021年，已有部份法院判例，認定可用完成手術以外的其他方式變更法定性別。
臺灣在2004年制定了《性別平等教育法》，在2007年修訂《性別平等工作法》和《就業服務法》，保障教育和工作領域不得有性別（包括性別認同）、性傾向之差別待遇。2011年《性別平等教育法》修正條文中實施性別平等教育，以教育方式教導尊重多元性別（指性別除生理性別外，還包括性傾向、性別特質、性別認同）差異，消除性別歧視，促進性別地位實質平等。2015年制定《長期照顧服務法》規定長期照顧服務之提供，不得因服務對象之性別、性傾向、性別認同而有差別待遇之歧視行為。
唐鳳為臺灣首位跨性別行政院政務委員和部長（數位發展部），也是世界首位擔任部長級官員的跨性別閣員。臺灣曾任或現任的公開同性戀或雙性戀民選民意代表，有苗博雅、邱威傑、唐聖捷、黃捷、林穎孟。
臺灣首屆同志遊行於2003年在台北舉行。2015年，該遊行有80,000名參與者參加，為亞洲僅次於以色列特拉維夫第二大的LGBT活動。目前，臺灣同志遊行在每年十月最後一週星期六在臺北市舉辦。另外在高雄市、臺南市、臺中市、花蓮縣等地，也辦過或持續舉辦同志遊行，新竹市等地則辦有彩虹文化祭。首屆跨性別遊行於2019年在臺北市舉辦。

### 時間表

#### 清朝以前
- 1683年以前，台灣由台灣原住民族最先抵達，定居生活幾千年。其後荷蘭人、西班牙人、漢人（鄭氏政權），先後爭奪領土，佔據了台灣的一部分，其餘地方仍由原住民部落控制。這段時期的多元性別歷史，因文獻缺乏，並不清楚。不過根據某些耆老的口述，有些原住民部落或許有可能存在接受同性共同同居生活或表達陰性氣質之生理男性的情況[11][12][13]。

#### 清朝統治
- 1684年，清朝統治台灣，來台漢人以閩、粵為主，漢人居住區外的地方由原住民控制。據日治戶口調查，公元1928年的《台灣在籍漢民族鄉貫別調查》顯示，在台漢人，泉州人占44.8%，漳州人占35.2%，客家人占15.6%[14][15]。根據明清時期的筆記，閩、粵當時盛行男風，稱為契兄弟[16]。〈內閣題本刑科〉婚姻姦情專題也記載一起涉及男風的命案，發生在乾隆三十年的台灣，其中一方稱對方為契弟[17]。
- 1740年，乾隆時期修訂完成的《大清律例》將男性的同性性行為列為姦罪，女性的同性性行為則未受到關注[18]。清初律例關注了涉及男風性行為的糾紛，康熙18年(1679)的律例已提到「強行雞姦，為首者立斬，為從者俱擬絞監候，若係和同者，照律治罪。」，雍正12年的律例，將其進一步細則化，成為乾隆5年(1740)《大清律例》的模本[19]。經順治、康熙和雍正，乾隆時期完成了清律的修訂，定名為《欽定大清律例》[20]，將男風裡的強姦、對12歲以下幼童的性行為，列屬姦罪，照光棍例，依主從犯和身份地位（如旗人可減刑）處斬立決、絞監候（指等候執行絞刑，待考核後決定）或發配邊疆為奴。男風裡的合意性行為則同和姦一類（和姦指男女情願和同私姦。不僅外遇，包括未婚、不被認可婚姻的性行為都算是和姦之範圍；未經許配的明媒正娶以及良民賤民之婚姻，都不被認可為正式婚姻）[18][21]，律例定為和同雞姦，亦成姦罪，比照軍民相姦例（指士兵/平民中的和姦行為），處枷號和杖刑[22][23]。根據蘇成捷利用清廷檔案的研究發現，和同雞姦案是在伴隨、牽扯到其他犯罪的情況下受到連帶判刑，沒看到和同雞姦有單獨成案的情況[24]，因此在當時如果沒發生會鬧上官府的糾紛行為，和同雞姦不會為官府所關注。清律雖有和同雞姦的罪名，男風當時仍頗盛。道光時人張際亮表示閩粵京師興尚男風，稍晚的施鴻保記載福建民間有祝禱男悅男之事的祭祀[16]。當時來華的西方人也記錄了官員普遍的男風現象，1806年到中國旅遊的英國人記錄了中國官員身旁有著俊美且穿著入時的嬖童隨侍在側，在1835年出版的西方雜誌也寫道：「它（指中國的男風）的存在範圍很廣，幾乎遍及整個帝國，尤其是在那些為民父母和作為道德表率的官員中同樣存在。」[25]。另據〈內閣題本刑科〉，婚姻姦情類中的雞姦案，在乾隆佔55.5%，咸豐、同治、光緒只佔了8.5%，顯示自清朝中葉後對於此類案件的處理開始趨緩[26]。

#### 日本統治
- 1895年～1945年，日本於1882年後，其制定的刑法並不禁止合意的同性性行為，台灣在1895年成為日本的殖民地，因此台灣日治時期的法律中沒有禁止合意同性性行為的規定[18][27]。最初台灣實行殖民地特別法，引進西方的刑法制度，後來更進一步施行日本的內地法[28][29]。在殖民時期，台灣報紙有關於同性愛的零星報導，相關報導多以殉情、犯罪事件為主題，也幾乎只出現在日文報刊[27]。另外在1912年，台南安平有兩位女性蕭氏錦和歐氏葉結婚的日文報導，因離家出走、警方協尋而上報[18]。

#### 中華民國政府統治（解嚴以前）
- 1945年，日本戰敗，由中華民國政府治理台灣，並沿用1935年訂定的《中華民國刑法》。該刑法繼承清政府1903年頒布的《大清刑律草案》、1912年北洋政府的《中華民國暫行新刑律》、1928年南京國民政府的《中華民國刑法》，未對同性間合意性行為立法禁止[30]。據清末修律大臣沈家本的考察，男子之間性行為不是姦，康熙年間因「男女不同，故不以姦情論」是恰當處置，之後卻因「拒姦殺人例」出現，使得「案牘益繁，而法理浸失。現值刪減科條之際，此例擬請刪除」[22]。不過，同性性行為雖在民國成立後不再是姦罪，警察在執法上，使用《違警律》和《違警罰法》，作為民國時期維持社會秩序和控管同性間情慾或性行為的手段，會以「遊蕩無賴或行跡不檢」的名義盤查或拘留[31][32]，這套作法也沿用至台灣[33][34]。1990年，大法官發布《釋字第251號解釋》，認定違警罰法由警察限制人身自由處分之規定違憲。1991年以後，中華民國政府終止動員戡亂廢止「違警罰法」，警察權力逐步限縮。大法官亦在2001年發布《釋字第535號解釋》，認定警察不得無故任意臨檢。
- 1983年，男同性戀小說《孽子》出版。該書的作者是白先勇，他在這本書中描述了1970年代的同性戀歷史。《孽子》以其關於同性戀歷史的井井有條的文學作品而聞名，並以1970年代位於台北市中心新公園的性愛次文化為例證。但是，如以下示例所示，它已成為識別「同志」新樣式的場所。[35]
- 1986年，公開出櫃的男同志祁家威請求與男性公證結婚，並提出同性婚姻立法的請願，遭政府機構拒絕[36]。

#### 中華民國政府統治（解嚴以後）
- 1990年2月23日，首個女同性戀組織「我們之間」成立。[5]同年六月成為亞洲女同性戀聯盟(Asian Lesbian Network)的一員，並於《婦女新知》刊物上發表文章。[37]
- 1993年4月，第一個大學生社團臺大男同性戀社「NTU Gay Chat」成立[38]；以倡議為主要目的團體「同志工作坊」成立。
- 1993 年 12 月第一份正式對外發行的女同性戀刊物《愛福好自在報》創刊。[37]
- 1993年，我們之間、亞洲女同志聯盟、AIDS中途之家等6個LGBT與愛滋病防治團體在立法院舉辦人權公聽會，就尚在審理的《反歧視法》草案未納入保障同志權益一事發表聲明，敦促社會大眾重視同志人權，這是同志議題第一次被納入國會討論[39]。
- 1994 年 3 月，由佛教團體「觀音線」籌組了第一個宗教女同性戀者成長團體「同性之愛」，由清華大學輔導老師成蒂帶領。[37]
- 1995 年 6 月，同志團體組成「同志人權促進小組」，於婦運團體積極推動民法親屬編修正案之際，要求開放同性婚姻。[37]
- 1995年，第一個常態性同志廣播節目《同志星期五》；第一家專門出版同志書籍的出版社開心陽光出版社[40]
- 1996年，在「新公園事件」中，由於當時市長陳水扁規劃博愛特區的「首都核心區規劃歷史保存計畫」，破壞同志尋求伴侶的據點，促使第一個男同志聯盟組織「同志空間行動陣線」出現。[41]在兩個月中持續以「同志票選十大夢中情人」和「彩虹情人週」等流行文化活動造勢。[37]
- 1996年，第一個同志教會「同光同志長老教會」成立；台灣作家許佑生和他的美國伴侶格雷·哈里曼在台灣舉行了同性婚禮。[42]
- 1997年7月31日，15名荷槍員警對同志聚集地常德街展開大規模攔街臨檢，將四、五十名街上民眾帶回警局拍照，有些人遭受非法拘留於警局、夜間偵訊、強迫拍照存證，並威脅通知家人。
- 1998年，家暴防治法三讀通過；協助同志渡過心理難關的「臺灣同志諮詢熱線協會」成立。[43]
- 1999年，華語地區第一家同志書店晶晶書庫。
- 2000年，玫瑰少年葉永鋕事件；官方首度為同志相關活動以常態預算科目編列經費（臺北市民政局）首度主動舉辦國際同志論壇、「彩虹遊園會」及製作《認識同志手冊》[44]2000年12月教育部的「兩性平等教育委員會」更名為「性別平等教育委員會」，提倡多元性別教育。
- 2001年，臺灣同志諮詢熱線主辦「認識同志－教師研習營」，共吸引50位高級中學教師參與，並由臺北縣、市政府教育局核發研習時數證明，是臺灣教育主管單位第一次承認由同志團體舉辦的教育研習活動[45]。同年6月，教師同盟會長段健發公開出櫃，受其任教的桃園國中與前教育部長曾志朗的肯定，並聲明尊重同志教師的人權與工作權[45]。
- 2001年，政府人權委員會副主席兼召集人呂秀蓮起草了「人權保障基本法」草案，其中包括有關同性婚姻和同性伴侶收養權的條款。[46]
- 2002年，當時的中華民國（台灣）總統陳水扁邀請台灣同性戀維權人士參加總統辦公室。[42]性別平等工作法[47]三讀通過代替《兩性平等教育法》。
- 2003年，「人權保障基本法」草案在六次會議後獲全體委員通過，[48]但由於2004年的選舉和政府的更迭，未能三讀通過。[42]臺灣同志遊行於台北市舉行，並由政府贊助，為亞洲首次同志大遊行。[42]
- 2004年，第二次驕傲遊行由社群團體資助；[42]性別平等教育法三讀通過。
- 2005年，民主進步黨議員蕭美琴提出了同性婚姻法案。[49]後於程序委員會被拒絕。[50]
- 2006年，同性戀維權人士陳敬學和他的伴侶高治瑋舉行了第二場公開婚禮。[42]
- 2009年10月24日，以臺灣基督長老教會為首的基督教派發起「上帝的愛超越一切」反同志大遊行，由臺灣基督長老教會牧師陳宇全擔任總召集人，召集300名信徒和20台休旅車組成車隊參與，主張反同性婚姻、反同志遊行[51]。此遊行引起同志團體強烈抗議，除了發起抵制活動外，也呼籲教會應「擁抱上帝的子民」、敞開心胸接納異己[52]。
- 2012年，第一對女同性戀伴侶在釋昭慧法師的祝福下舉行了公開婚禮。[53]
- 2012年，臺灣伴侶權益推動聯盟提出多元成家立法草案，草案包括婚姻平權、伴侶制度及家屬制度草案，三草案同時送交立法院審查。
- 2013年1月，蘋果日報報導，北檢發現部分教材涉指導學生製作口交膜，並將墮胎合理化，還在內容附註SM性虐網址，恐搧惑未成年男女性行為犯罪，因此認定聯盟合理評論無罪，反將教育部移送監察院究責。[54]台灣性別平等教育協會表示，該報導搞不清楚本件訴訟緣由、沒有平衡報導，把《認識同志》這本「僅提供給老師參考」的手冊中「正視青少年有性行為事實」、「詳述同志專有名詞，提供國外ＳＭ網站連結」等內容冠上「離譜」的標題，顯示恐同、恐性的心態[55]。
- 2015年5月，高雄市、臺北市及臺中市先開辦同性伴侶註記，已登記的同性伴侶可簽署手術同意書、享「家庭照顧假」等。[56]，即使已註記的同性伴侶可享福利，他們仍表明會爭取同性婚姻。[57]
- 2015年8月，祁家威正式向大法官遞交同性婚姻釋憲聲請，臺北市民政局及新北市政府都分別向大法官聲請釋憲。[58]
- 2015年，臺北市聯合婚禮開全國先例，首度開放同性伴侶參加。[59]
- 2016年1月，蔡英文贏得了總統選舉，成為中華民國（台灣）的第一位女總統。蔡英文總統公開表態支持同志權利。[60][61]
- 2016年，尤美女和許毓仁立委等提案，進入委員會審查以及公聽會，進入政黨協商。宣布這一消息後，很多人，特別是來自有重大影響力的天主教團體的人開始抗議，並在立法院面前反對這一進程。然而，他們遇到了大批聲援者，他們揮舞著彩虹旗，並表示支持這一進程。
- 2016年10月29日，亞洲（迄今為止）最大的LGBT驕傲遊行在台北舉行。臺北市政府高調掛起彩虹旗，桃園市政府亦於遊行前一晚把外牆亮起彩虹色支示支持。這次遊行聚集了來自台灣和亞洲各地的約80,000人。[62]遊行的參與者争取台灣同性婚姻合法化。[63]
- 2016年5月20日，高雄市向年轻的女同性恋伴侶陳盈汎和吳羽婷发行了第一张同性伴侣證。[64] 此證是官方身份證，其中包含兩個人的姓名，出生日期和出生地的基本個人信息。但是，此證沒有法律約束力；但可以用來驗證同性伴侶之間的關係。可以在醫療機構發生緊急情況時使用。[64][65]
- 2016年12月10日，超過200,000名抗議者聚集在台北市凱達格蘭大道的總統府前，支持民法修正案使同性婚姻合法化，民法修正案將刪除性別（男人和女人）的特定術語，並將這個詞改為兩個人。[66]
- 2017年5月25日，司法院憲法法庭舉辦公開言詞辯論；第748號解釋文，裁定民法無法保障同性婚姻為違憲。[67][68][69][70]大法官要求立法院在兩年內通過並頒布新的法律對該問題進行修正。法院還裁定，如果他們在兩年內不修改婚姻法，那麼同性伴侶將能夠通過任何一家戶口登記處的現行婚姻登記程序來進行婚姻登記。
- 2018年，反同的下一代幸福聯盟所提出的公投第10案【婚姻定義公投】、第11案【適齡性平教育公投】、第12案【同性專法公投】均通過，挺同的平權前夕，彩虹起義所提出的公投第14案【民法保障同性婚姻】、公投第15案【國中小性別平等教育明定入法】均不通過。
- 2019年2月21日，行政院依據司法院釋字第748號解釋以及公投第12案【同性專法公投】之公投結果，提出《司法院釋字第七四八號解釋施行法草案》以特別法形式保障同性別二人婚姻自由，包括稅收，保險和子女監護權等領域的權利。同年5月17日，立法院通過民進黨團對行政院版草案之修正動議，以66票贊成，27票反對將《司法院釋字第七四八號解釋施行法》三讀通過，同年5月22日經總統蔡英文公布，並自同年5月24日生效。[71]
- 2019年4月2日，教育部將性別平等教育法施行細則第13條之同志教育課程修正為認識及尊重不同性別、性別特徵、性別特質、性別認同、性傾向教育，及性侵害、性騷擾、性霸凌防治教育，以回應公投第11案【適齡性平教育公投】之公投結果。
- 2020年10月30日，三軍聯合婚禮首度有2對同婚伴侶參加[72]。英國BBC將此事件評選為十大改變亞洲時刻[73]。
- 2021年5月6日，台北高等行政法院宣判，戶政機關必須直接做成允許這對同性伴侶結婚登記的行政處分，象徵跨國同婚訴訟首次「全部勝訴」的歷史性判決[74]。本案為台灣史上第一對澳門跨國同性配偶登記成功。

## 重大人權侵犯事件

### 葉永鋕事件
葉永鋕事件是台灣一起關於性別平等教育議題的校園事件。葉永鋕生前就讀於屏東縣高樹國中，因帶有陰柔的性別氣質而遭到部分同學霸凌，甚至曾被強行脫下褲子「驗明正身」，因此葉永鋕不敢在下課時間去上廁所。2000年4月20日11點42分，葉永鋕不得不在上課時間提前離開教室去上廁所，後來被發現臥倒在漏水的廁所血泊中，送醫後隔天不治死亡。
此事件引起臺灣社會對於性別教育的重視及討論，使得原《兩性平等教育法》在2004年修訂為《性別平等教育法》，教育政策也從傳統二元的兩性教育，延伸轉化成為更具普遍性的性別平等教育。

### 農安街事件
農安街事件是一起發生在2004年1月的台灣同志人權事件。當時台北市警方在轄區內查緝性愛派對，於中山區農安街查獲並帶回92名參與派對的男同志。LGBT族群及性學研究者認為查緝的過程及媒體報導的態度不恰當，被LGBT族群視為對同志及性病感染者汙名化的事件。